# José-María Siles

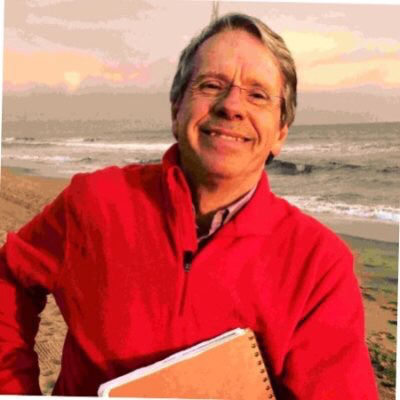
José-María Siles

José-María Siles (* 1. November 1951 in Almería, Spanien) ist ein spanischer Journalist und Analytiker von Nachrichten. Er war Auslandskorrespondent für das spanische Fernsehen TVE in Deutschland, Marokko, den Vereinigten Staaten und der Europäischen Union.

## Leben
In ständiger Auseinandersetzung mit der staatlichen Zensur wurden seine beiden Beiträge zur Bewegung Unabhängiger Dokumentarfilmer trotzdem von einem breiteren Publikum gesehen. Die Sendung „Buenos días, Portugal“ (1975) ist eine Reise-Dokumentation über die Nelkenrevolution (revolução dos cravos), die eine lange Diktatur in Portugal beendete. „Anticrónica de un pueblo“ (1974–1975) zeigt den Alltag in dem abgelegenen Dorf Topares im ländlichen Andalusien, wo Siles Dorfschullehrer war.
Die Geschichte der Doña Maria Serrano, älteste Einwohnerin von Topares, die General Franco schriftlich um Hilfe bat, gab ihm die Anregung, die gesellschaftliche Realität in vernachlässigten Regionen Spaniens am Beispiel von Topares zu untersuchen und publik zu machen. In Topares gab es damals keine Trinkwasserversorgung, keine Zufahrtsstraße, kein Telefon und keine Gesundheitsversorgung.
Siles war Unterzeichner des Manifests Alternative Cinema (Almería, Spanien, 1975), die sich gegen das Franco-Regime richtete. Unterzeichner waren Mitglieder aus Kultur und vor allem vom Film. Ziel war die Verteidigung von Freiheit und Demokratie in Spanien.
Silas arbeitete nach dem Staatsexamen in Kommunikationswissenschaften bei der Autonomen Universität Barcelona, für die Spanischen Nachrichten von Radio France Internationale, für El País und El Periódico de Catalunya in Paris. 1984 begann er seine Arbeit als Reporter für das Spanische Fernsehen TVE und als Korrespondent in Deutschland. Am 9. November 1989 war er der erste spanische Journalist, der vom Berliner Mauerfall live berichtete.
Nach der Wiedervereinigung Deutschlands entsandte man ihn zur Eröffnung eines Korrespondentenbüros nach Rabat. Von 1992 an arbeitete er während der Belagerung von Sarajevo für TVE als Kriegskorrespondent in Bosnien. Zwei Jahre später berief man ihn als Direktor des öffentlich-rechtlichen Fernsehens in Andalusien.
1996 erfolgte seine Berufung nach Berlin zur Berichterstattung über die Länder Nord- und Mitteleuropas. Seit 1999 war er TVE-Chefkorrespondent in den Vereinigten Staaten. Von New York und Washington kehrte er als Leiter des TVE-Büros nach Brüssel zurück, um über die Europäische Union und die NATO zu berichten. Seine letzten Aufträge für TVE als Auslandskorrespondent waren die Nachrichten und Reportagen zu den Konflikten im Kongo, auf Haiti und aus dem Libanonkrieg von 2006.
José-María Siles ist jetzt Direktor von aNews TV, the correspondent agency, in Paris.